# Dame du Palais

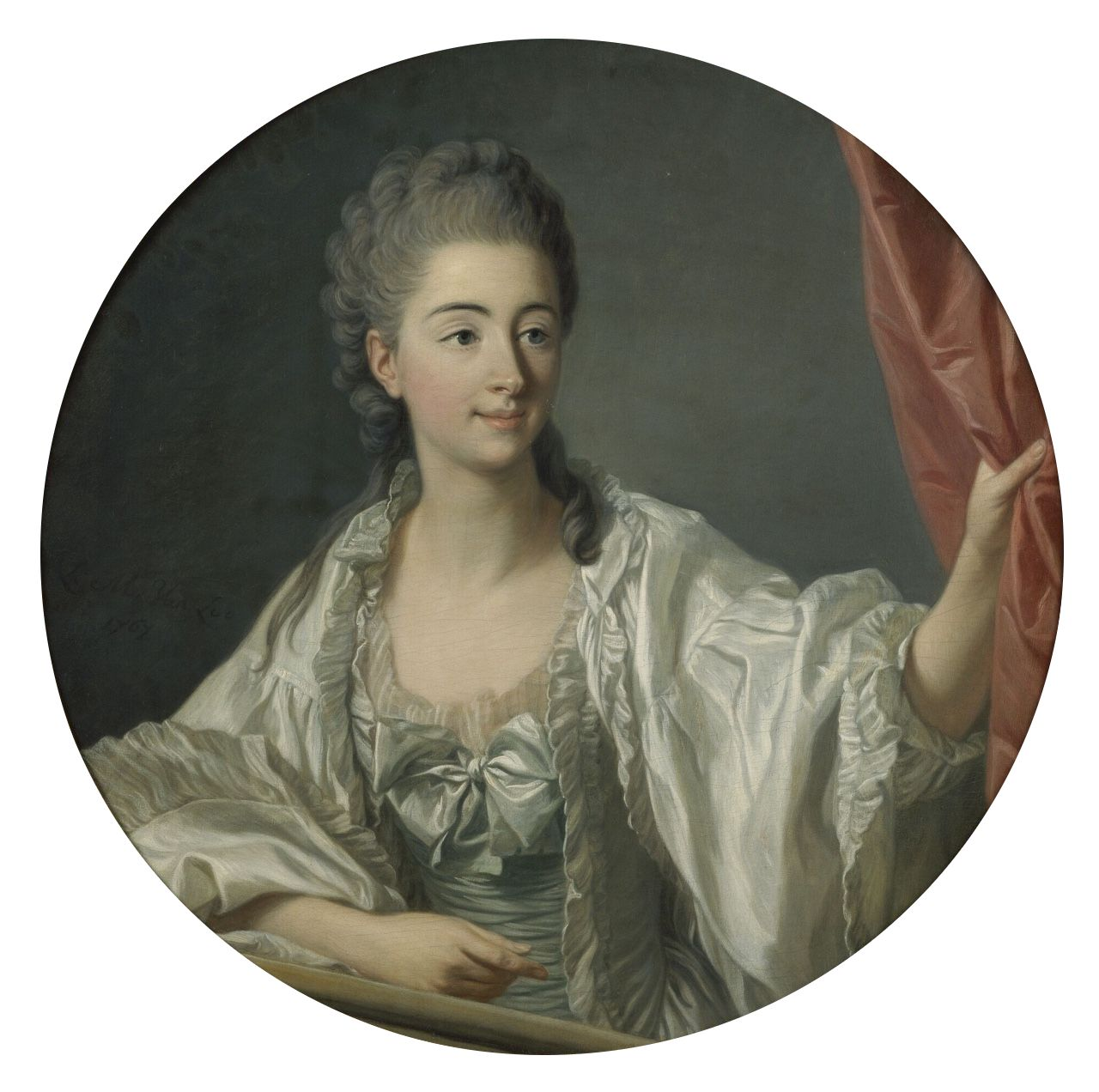
The Princess of Chimay (Laure Auguste de Fitz-James) by Louis-Michel van Loo. Dame du Palais åt Marie Antoinette.

Dame du Palais var en fransk hovtjänst. Hon räknades som en hovdam och inte som en tjänare. 
Tjänsten infördes år 1523. Den kallades då Dame d'honneur, men i dagligt tal Dame, för att skilja den från Première dame d'honneur, som i dagligt tal kallades Dame d'honneur. En Dame stod i rang mellan Dame d'atours och en Fille d'honneur (hovfröken). År 1674 avskaffades tjänsten som hovfröken vid det franska hovet, och tjänsten som gift hovdam, Dame, fick byta namn till Dame du Palais.   
En Dame du Palais hade till uppgift att fungera som sällskapsdam till drottningen eller annan kvinnlig medlem av kungafamiljen och utgöra hennes följe vid offentliga högtider. Det var en tjänst som delades mellan flera personer, som tjänstgjorde samtidigt. De valdes ut bland gifta kvinnor ur Frankrikes adliga familjer. 
Tjänsten avskaffades 1792 men återinfördes när Napoleon I införde första kejsardömet. Den användes även under andra kejsardömet. 